# Big Interior Mountain
Big Interior Mountain är ett berg i Kanada.   Det ligger i provinsen British Columbia, i den sydvästra delen av landet, 3 700 km väster om huvudstaden Ottawa. Toppen på Big Interior Mountain är 1 857 meter över havet, eller 571 meter över den omgivande terrängen. Bredden vid basen är 8,0 km.
Terrängen runt Big Interior Mountain är bergig söderut, men norrut är den kuperad.Runt Big Interior Mountain är det mycket glesbefolkat, med 2 invånare per kvadratkilometer.. Det finns inga samhällen i närheten. 
I omgivningarna runt Big Interior Mountain växer i huvudsak barrskog.